# أمير أباد (اسماعيلي كرمان)
امیر أباد (بالفارسية: امیرآباد) هي قرية تقع في إيران في ناحية إسماعيلي. يقدر عدد سكانها بـ 101 نسمة .